# 15.º Andar
15º Andar é o décimo segundo álbum de estúdio e décimo quarto trabalho musical da banda Catedral, lançado em 2002 pela gravadora Warner Music Brasil com produção de Carlos Trilha.
É o último álbum lançado com Cezar vivo, que morreria em meados de 2003. Apesar dos elogios rendidos ao álbum, o grupo foi vítima da crise do mercado fonográfico e da mudança de diretoria da Warner, sendo dispensado da gravadora logo após o lançamento do trabalho

## Faixas
1. Tchau
2. Um minuto
3. Do meu querer
4. Dúvidas em mim
5. O que não se pode explicar aos normais
6. No quintal da nossa casa
7. 15° andar
8. O Meu jeito de te amar
9. Meu sonho
10. Sempre apaixonado
11. Aviso
12. Ela e o castelo

## Clipes
- Tchau
- Um Minuto

## Ficha Técnica
- Kim: Voz
- Júlio Cesar: Baixo
- Cezar Motta: Guitarra, violão base e solo
- Guilherme Morgado: Bateria
- Gilberto Meirelles: fotografia da capa